# Waunakee
Waunakee é uma vila localizada no estado norte-americano de Wisconsin, no Condado de Dane.

## Demografia
Segundo o censo norte-americano de 2000, a sua população era de 8995 habitantes.
Em 2006, foi estimada uma população de 10.646, um aumento de 1651 (18.4%).

## Geografia
De acordo com o United States Census Bureau tem uma área de
15,4 km², dos quais 15,4 km² cobertos por terra e 0,0 km² cobertos por água. Waunakee localiza-se a aproximadamente 302 m acima do nível do mar.

## Localidades na vizinhança
O diagrama seguinte representa as localidades num raio de 12 km ao redor de Waunakee.